# 어친병
어친병(일본어: 御親兵 고신페이[*])는 메이지 시대 초기에 메이지 정부의 직속 군대이다. 천황과 황궁의 호위를 목적으로 한다. 징병령에 의한 신식 군대 성립 후 ‘근위사단’의 바탕이 되었다. 1만 병력을 모은 것으로 주로 사쓰마번의 땅에서 번사를 중심으로 편성되었다. 단순히 친병이라고도 부른다.

## 개요
메이지 원년 1868년 3월 13일 도바·후시미 전투 후 높아진 군사적 긴장에 대응하기 위해 설치되었다. 바로 교토 경비대 명목으로 여러 번에서 보낸 병사들을 모았지만, 실상은 조슈 번의 일부 부대를 중심으로 교토 주변의 여러 번에 낭인들을 모은 것에 지나지 않았다. 이듬해에는 보신 전쟁이 끝났다는 이유로 토츠카와 향사(十津川郷士) 등 400명에 의한 조직 축소되었다. 도쿄 천도 후에는 조슈 번 부대가 도쿄성(에도성에서 개명한 현재의 황궁) 경호를 담당했다.
1870년 12월, 야마가타 아리토모는 당시 가고시마번의 정무를 맡고 있던 사이고 다카모리에게 천황과 중앙 정부를 보호하기 위해 사쓰마번, 조슈번 도사번에서 군사들을 보내 친병을 조직할 것을 제안했다. 이것은 당시 중앙 정부에 속하지 않은 사이고를 사쓰마의 친병 입경을 빌미로 정부 내에 넣은 것으로 정부의 강화를 꾀하려는 측면도 있었다. 단, 이 구상에는 복잡한 정치적 배경이 있었다. 기도 다카요시는 이 어친병의 힘을 배경으로 폐번치현과 그것을 지지하는 관료, 조세 제도의 정비 등의 중앙집권화 정책을 단번에 실시하려고 했다. 하지만 오쿠보 도시미치는 기도와 오쿠마 시게노부가 진행하는 급진적인 정책에 비판적이었으며, 자기의 출신 기반인 사쓰마 친병 입경과 사이고의 입각은 이 흐름을 바꿀 디딤돌이 될 수 있을 것으로 생각했던 것이다.
이에 사이고는 1871년 1월 4일에 가고시마를 출발해 도쿄로 향했지만, 그 때 나온  ‘사이고 다카모리의 의견서’(西郷吉之助意見書)는 필요없는 관직 정리나 부번현 삼치제(府藩県三治制) 정비, 철도 건설 등의 비판 등 기도, 오쿠마 노선에 대한 비판, 오쿠보 노선의 지지였기도 하다는 말이 존재했다. 하지만 도중에 오쿠보와 기도가 합류해 양자의 의견을 듣었고, 도쿄에서는 오쿠마 등이 사이고가 중앙집권화에 반대하고, 사쓰마 번의 독립과 쿠데타를 일으킬 것을 우려하고 있다는 것을 알았다. 사이고는 정쟁의 심화를 우려하여 정치적 문제는 신정부 관료로 사쓰마 등의 막부를 타도한 공로자를 기용하라는 제언을 하고 자신은 오로지 신제 군대의 편성에 주력하는 것으로 마무리하고 가고시마에 돌아갈 준비를 시작했다. 2월 13일 입경한 사이고를 중심으로 공식적으로 ‘어친병’으로 출범했다.
- 사쓰마번 - 보병 4대대, 포대 4대
- 도사번 - 보병 2대대, 기병 2소대, 포병 2대
- 조슈번 - 보병 3대대

조슈번은 최후까지 어친병으로 병력을 바치는 것을 꺼려하다가 마지막에 소집에 응했다. 어친병은 명목상 병부경 아기스가와 타루히토 친왕을 수장으로 하며, 공식적으로 1만 명이었으나 실질적으로는 8,000명 이하였다 것으로 알려져 있다.
하지만 공교롭게도 어친병을 유지하기 위한 재정적 여유가 없었고, 이미 3월에는 궁내성 예산에서 10만냥이 유지비 명목으로 병부성으로 옮겨지고 있었다. 그것이 기도, 오쿠마가 주장하는 지방 행정 조직과 세제의 개혁 착수 주장을 뒷받침 했다. 또한 오쿠보, 사이고 주장하는 유신 공로자 등용의 선구자로서 메이지 3년 대장성과 민부성 분리될 때, 기도, 오쿠마 파에 쐐기를 박기 위하여 오쿠보의 천거로 히타 현 지사로 민부 대승(大丞)에 기용된 마쓰카타 마사요시도 재정 문제 타개는 결국 지방 행정 조직과 세제의 개혁 밖에 없다고 하는 의견을 제시하자 오쿠보와 사이고 측도 점차 기도, 오쿠마 측에 양보를 했다.
7월 14일의 폐번치현의 단행에는 친병 자체의 위력은 물론이고, 그 정비를 둘러싼 여러 문제가 부상했던 것이다.
어친병은 폐번치현과 함께 명실상부한 근대식 일본 최초의 국군으로서 기능하게 되었다. 그 후, 징병령의 시행과 함께 그 역할을 새로운 군대에 양보해 본연의 업무인 황궁 경호에 전념하게 되었고, 메이지 5년 1872년에는 근위(近衛)로 개칭되어 1891년에는 육군의 근위사단이 되었다.